# Vélodrome d'Izu
Le vélodrome d'Izu (en japonais : 伊豆ベロドローム) est un vélodrome situé à Izu, au Japon.
Le vélodrome fut le seul site à accueillir des spectateurs vivant au Japon pour assister aux épreuves de cyclisme sur piste aux Jeux olympiques d'été de 2020 de Tokyo,,.
Le plan initial devait être la construction d'un vélodrome temporaire à Tokyo mais afin d'économiser les coûts, les organisateurs et le CIO privilégièrent des structures existantes, bien qu'il soit à 120 kilomètres de la capitale. Le vélodrome est agrandi afin d'être aux normes. En effet, le Japon a plusieurs vélodromes mais la plupart sont sur de longues pistes en asphalte.

## Galerie

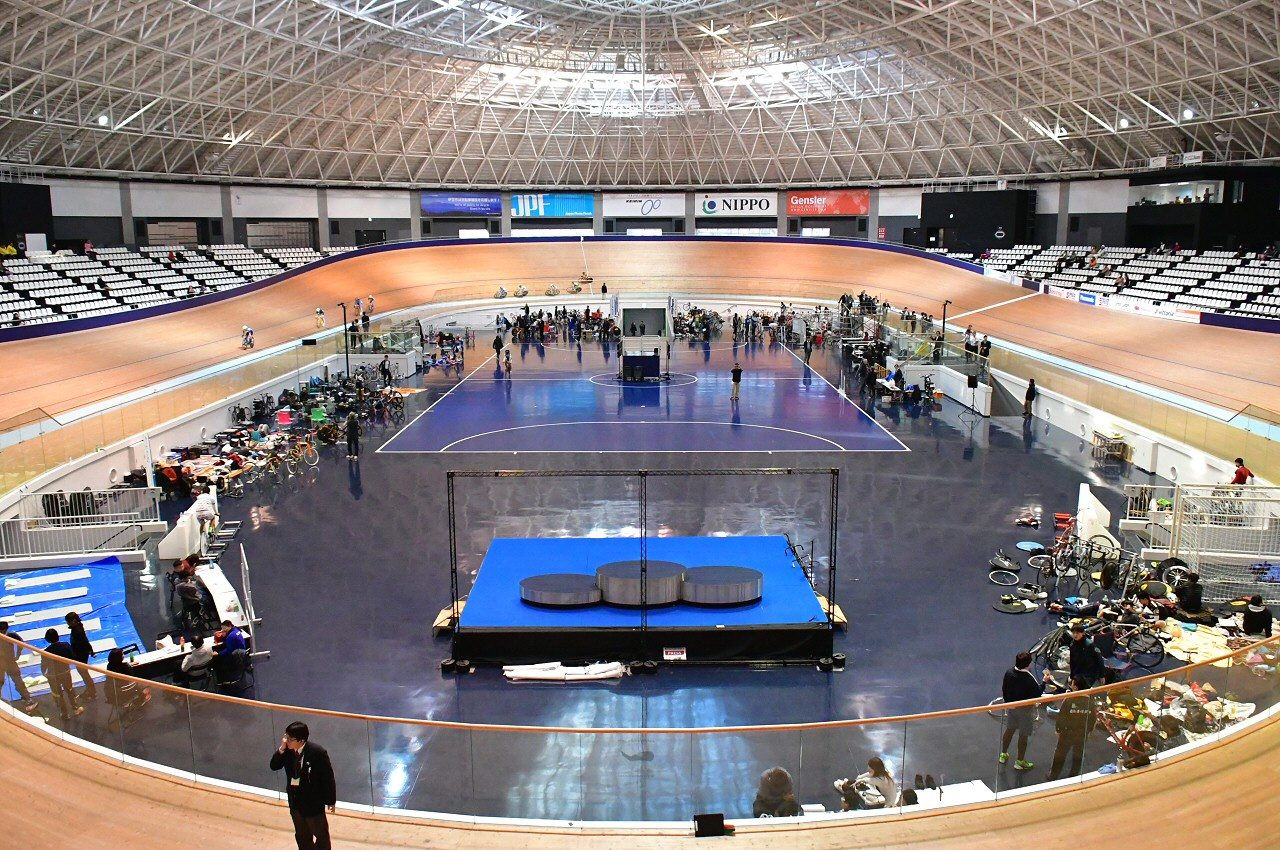